# Llista de panteons i tombes de sobirans als Països Catalans
Aquesta llista de llocs d'enterrament de sobirans indica on es troben les tombes de monarques, titulars i consorts, de territoris sobirans que es poden trobar en llocs de l'ambit catalanoparlant. S'hi inclouen reis, comtes sobirans i qualsevol altre monarca d'un territori independent o sobirà durant el temps de regnat d'aquestes persones.
| Jurisdicció                    | Municipi                         | Lloc                                                                   | Monarca | Títols | Notes | Sepulcre | Imatge exterior                                                  |
| ------------------------------ | -------------------------------- | ---------------------------------------------------------------------- | --- | --- | --- | --- | ---------------------------------------------------------------- |
| Balears                        |                                  |                                                                        | | | | |                                                                  |
| Mallorca                       | Palma                            | Seu de Mallorca. Capella Reial                                         | Jaume II de Mallorca | Rei de Mallorca, comte del Rosselló i la Cerdanya, senyor de Montpeller (1276-1316) | Sepulcre esculpit per Frederic Marès el 1947 | Sepulcre Arxivat 2016-08-09 a Wayback Machine. | Seu de Mallorca. Capella Reial                                   |
|                                |                                  |                                                                        | Jaume III de Mallorca | Rei de Mallorca, comte del Rosselló i la Cerdanya, senyor de Montpeller (1316-1349) | Fins al 1905, a la Catedral de València; sepulcre esculpit per Frederic Marès el 1947 | Sepulcre Arxivat 2016-08-09 a Wayback Machine. |                                                                  |
|                                |                                  | Seu de Mallorca. Sala Capitular                                        | Climent VIII de Peníscola | Antipapa, últim papa d'Avinyó | | Climent VIII de Peníscola |                                                                  |
| Catalunya                      |                                  |                                                                        | | | | |                                                                  |
| Alt Pirineu i Aran             |                                  |                                                                        | | | | |                                                                  |
| Alt Urgell                     | la Seu d'Urgell                  | Catedral de la Seu d'Urgell. Cripta dels Bisbes i altres indrets       | Diversos bisbes d'Urgell | Coprínceps d'Andorra, entre ells: Melcior Palau i Boscà, Francesc Fernández de Játiva, Joan de Garcia i Montenegro o Josep Caixal i Estradé (a la cripta), o en tombes separades: Joan Despés, Justí Guitart i Vilardebò, Ramon Iglesias Navarri | Panteó de la majoria de bisbes d'Urgell, sebollits a la cripta; n'hi ha poques tombes exemptes | Diversos bisbes d'Urgell | Catedral de la Seu d'Urgell. Cripta dels Bisbes i altres indrets |
| Alta Ribagorça                 | El Pont de Suert                 | Santa Maria de Lavaix                                                  | Arnau de Ribagorça | Comte sobirà de Ribagoça (979-990) | Desaparegut | |                                                                  |
| Pallars Jussà                  | Castell de Mur                   | Santa Maria de Mur                                                     | Ramon V de Pallars Jussà i Valença de Tost | Comtes sobirans del Pallars Jussà | Al mig de la nau central hi ha una tomba excavada a la roca que sembla la de Ramon V | Ramon V de Pallars Jussà i Valença de Tost | Santa Maria de Mur                                               |
| Àmbit metropolità de Barcelona |                                  |                                                                        | | | | |                                                                  |
| Barcelonès                     | Barcelona                        | Catedral de Barcelona                                                  | Ramon Berenguer I el Vell (vers 1023 - 1076) i la seva esposa Almodis de la Marca | Comte de Barcelona | | Ramon Berenguer I el Vell (vers 1023 - 1076) i la seva esposa Almodis de la Marca | Catedral de Barcelona                                            |
|                                |                                  |                                                                        | Ramon Borrell, comte de Barcelona (972-1017) Peronella d'Aragó, reina d'Aragó | | Sebollits a la Catedral, se'n perdé el rastre de les tombes al segle XVI; és probable que les restes s'apleguessin en els sepulcres de Ramon Berenguer I i d'Almodis                                                                                     | Ramon Borrell, comte de Barcelona (972-1017) Peronella d'Aragó, reina d'Aragó |                                                                  |
|                                |                                  |                                                                        | Alfons II el Lliberal o el Franc | Comte de Barcelona i rei d'Aragó, València i Sicília (1265- 1291) | | Alfons II el Lliberal o el Franc | Interior de la Catedral de Barcelona                             |
|                                |                                  |                                                                        | Constança de Sicília, esposa de Pere el Gran d'Aragó Maria de Xipre, esposa de Jaume el Just d'Aragó Sibil·la de Fortià, quarta esposa de Pere el Cerimoniós Elionor d'Aragó i de Gandia, segona esposa del rei Pere I de Xipre | Reines consorts | | Constança de Sicília, esposa de Pere el Gran d'Aragó Maria de Xipre, esposa de Jaume el Just d'Aragó Sibil·la de Fortià, quarta esposa de Pere el Cerimoniós Elionor d'Aragó i de Gandia, segona esposa del rei Pere I de Xipre |                                                                  |
|                                |                                  |                                                                        | Jaume I d'Urgell | Comte sobirà d'Urgell | | Alfons II el Lliberal o el Franc |                                                                  |
|                                |                                  |                                                                        | Joan Dimas i Loris | Copríncep d'Andorra i bisbe d'Urgell (1572-1576) | A la Capella de Sant Pacià | |                                                                  |
|                                |                                  |                                                                        | Salvador Casañas i Pagès | Copríncep d'Andorra i bisbe d'Urgell (1879-1901) | | Salvador Casañas i Pagès |                                                                  |
|                                |                                  | Església del Carme de Barcelona                                        | Joan Josep Laguarda i Fenollera | Copríncep d'Andorra (1902-1906) | | <center Tomba | Església del Carme de Barcelona                                  |
|                                |                                  | Monestir de Pedralbes                                                  | Elisenda de Montcada | Reina consort, esposa de Jaume el Just | Sepulcre doble: en la part de l'església mostra la difunta com a reina; a la part del claustre, com a monja | Elisenda de Montcada | Monestir de Pedralbes                                            |
|                                |                                  | Museu d'Història de Barcelona                                          | Vítiza | Rei dels visigots (713) | Làpida sepulcral procedent de l'església dels Sants Just i Pastor | | MUHBA                                                            |
|                                |                                  | Museu Nacional d'Art de Catalunya                                      | Maria de Xipre | Reina consort, esposa de Jaume el Just | Jaient del sarcòfag, procedent del Convent de Sant Francesc de Barcelona; les restes són a la Catedral de Barcelona. Obra de Jean de Tournai, de 1323.                                                                                                   | MUHBA | MUHBA                                                            |
|                                |                                  | Sant Pau del Camp                                                      | Guifré II (dit també Borrell I) | Comte de Barcelona, Girona i Osona (897-911) | Se’n conserva només la làpida de la tomba | Guifré II (dit també Borrell I) | Sant Pau del Camp                                                |
|                                |                                  | Santa Maria del Mar                                                    | Pere el Conestable de Portugal | Comte de Barcelona i rei d'Aragó (Pere IV) (1464-1466) | Se’n conserva la làpida sepulcral | Pere el Conestable de Portugal | Santa Maria del Mar                                              |
|                                |                                  | Sants Just i Pastor                                                    | Vítiza | Rei dels visigots | Se’n conserva la làpida sepulcral, descoberta en 1736; l'original és al Museu d'Història de Barcelona i a l'església, vora l'entrada, n'hi ha una rèplica                                                                                                | Witiza | Església de Sant Just i Pastor                                   |
|                                |                                  |                                                                        | Teudis Àkhila II | Reis dels visigots | Tombes desaparegudes | |                                                                  |
| Camp de Tarragona              |                                  |                                                                        | | | | |                                                                  |
| Alt Camp                       | Aiguamúrcia                      | Monestir de Santes Creus                                               | | | | Mausoleus Reials | Monestir de Santes Creus                                         |
|                                |                                  |                                                                        | Pere II el Gran | Comte de Barcelona (Pere II) i rei d'Aragó (Pere III), València (Pere III) i Sicília (Pere I) (1276-1285) | | Pere II el Gran | Tomba de Pere el Gran                                            |
|                                |                                  |                                                                        | Jaume II el Just, i Blanca de Nàpols, la seva esposa | Comte de Barcelona i rei d'Aragó, València i Sicília (1285 –1327) | | Jaume II el Just, i Blanca de Nàpols, la seva esposa | Vista del panteó                                                 |
|                                |                                  |                                                                        | Margarida de Prades | Reina consort, segona esposa del rei Martí l'Humà | Sebollida al monestir de Bonrepòs (Morera de Montsant), es traslladaren les restes a Santes Creus en 1475 | Margarida de Prades |                                                                  |
| Conca de Barberà               | Vimbodí                          | Monestir de Poblet                                                     | | | Panteó dinàstic dels comtes de Barcelona i reis d'Aragó des d'Alfons I a Joan II | Panteó de Poblet abans del 1835 · Monestir de Poblet | Monestir de Poblet                                               |
|                                |                                  |                                                                        | Alfons el Cast | Comte de Barcelona (Alfons I) i rei d'Aragó (Alfons II) (1162-1196) | | Alfons el Cast | Alfons el Cast                                                   |
|                                |                                  |                                                                        | Jaume I el Conqueridor | Comte de Barcelona, rei d'Aragó, Mallorca i València, senyor de Montpeller (1208-1276) | | Jaume I el Conqueridor | Jaume I el Conqueridor                                           |
|                                |                                  |                                                                        | Pere el Cerimoniós i les seves esposes Maria de Navarra, Elionor de Portugal i Elionor de Sicília | Comte de Barcelona (Pere III), rei d'Aragó (Pere IV), Mallorca (Pere I) i València (Pere III), senyor de Montpeller (1319- 1387) | | Pere el Cerimoniós i les seves esposes Maria de Navarra, Elionor de Portugal i Elionor de Sicília | Pere el Cerimoniós i Elionor                                     |
|                                |                                  |                                                                        | Joan I d'Aragó el Caçador o l'Amador de la Gentilesa, i les seves esposes Mata d'Armanyac, i Violant de Bar | Comte de Barcelona, rei d'Aragó, Mallorca i València (1387-1396) | | Joan I d'Aragó el Caçador o l'Amador de la Gentilesa, i les seves esposes Mata d'Armanyac, i Violant de Bar | Joan II d'Aragó i la seva segona esposa Joana Enríquez           |
|                                |                                  |                                                                        | Martí I d'Aragó l'Humà, i la seva esposa Maria de Luna, | Comte de Barcelona, rei d'Aragó, Mallorca i València (1396-1410) | | Martí I d'Aragó l'Humà, i la seva esposa Maria de Luna, | Martí l'Humà                                                     |
|                                |                                  |                                                                        | Ferran I d'Aragó el d'Antequera i cenotafi de la seva esposa Elionor d'Alburquerque | Rei d'Aragó, de València, de Mallorca, de Sicília, de Sardenya i (nominal) de Còrsega, duc (nominal) d'Atenes i de Neopàtria, comte de Barcelona, de Rosselló i de Cerdanya (1412 - 1416), i regent de Castella (1406 - 1416),                   | Elionor fou sebollida a Medina del Campo, tot i tenir preparat el sepulcre a Poblet | Ferran I d'Aragó el d'Antequera i cenotafi de la seva esposa Elionor d'Alburquerque | Pere el Cerimoniós i Ferran I                                    |
|                                |                                  |                                                                        | Alfons el Magnànim | Rei d'Aragó, de València, de Mallorca, de Sicília, de Sardenya (1416-1458) i de Nàpols (1442-1458), comte de Barcelona | | Alfons el Magnànim |                                                                  |
|                                |                                  |                                                                        | Joan II d'Aragó i la seva segona esposa Joana Enríquez | Rei d'Aragó, de València, de Mallorca, de Sicília (1458-1479) i de Navarra (1425-1479), Comte de Barcelona (1458-1479) i de Ribagorça (1425-1458)                                                                                                | | Joan II d'Aragó i la seva segona esposa Joana Enríquez | Joan II i Joana Enríquez                                         |
|                                |                                  |                                                                        | Carles IV de Navarra | Rei titular de Navarra | A la Capella de les Relíquies, restes d'una mòmia tradicionalment identificada amb Carles de Viana. Realment, les restes corresponen a tres altres persones; les restes veritables es perderen o canviaren de lloc durant la Guerra del Francès.         | |                                                                  |
|                                |                                  |                                                                        | Ermengol VIII d'Urgell | Comte sobirà d'Urgell | Restes perdudes; potser al sarcòfag amb les armes d'Urgell de la capella de Santa Tecla, on es dipositaren les restes de l'abat Francesc Dorda | |                                                                  |
|                                |                                  |                                                                        | Elvira de Subirats, esposa seva | Comtessa consort d'Urgell | Al claustre de Sant Esteve; se'n conserva la làpida | |                                                                  |
|                                |                                  |                                                                        | Beatriu d'Aragó | Reina consort, esposa de Maties I d'Hongria i de Ladislau II d'Hongria | | |                                                                  |
|                                |                                  |                                                                        | Joana d'Aragó i de Navarra | Comtessa consort d'Empúries, esposa de Joan I d'Empúries | | Joana d'Aragó i de Navarra |                                                                  |
|                                |                                  |                                                                        | Joana d'Aragó i d'Armanyac | Comtessa consort de Foix, esposa de Mateu I de Foix | | |                                                                  |
|                                |                                  |                                                                        | Carles Pius d'Habsburg-Lorena i Borbó | Pretendent carlí al tron d'Espanya (1943-1953), amb el nom de Carles VIII | | |                                                                  |
| Tarragonès                     | Constantí                        | Mausoleu de Centcelles                                                 | Flavi Juli Constant | Emperador romà (337-350) | Segons algunes teories, el mausoleu en fou la tomba; altres estudis l'atribueixen a un eclesiàstic | Flavi Juli Constant | Mausoleu de Centcelles                                           |
|                                | Tarragona                        | Catedral de Tarragona                                                  | Pere de Cardona | Copríncep d'Andorra i bisbe d'Urgell (1472-1515) | A la capella de la Verge Maria, esculpit cap a 1530 potser per Damià Forment | Pere de Cardona | Catedral de Tarragona                                            |
| Comarques centrals             |                                  |                                                                        | | | | |                                                                  |
| Bages                          | Cardona                          | Sant Vicenç de Cardona                                                 | Jaume Francesc Folc de Cardona i de Gandia | Copríncep d'Andorra i bisbe d'Urgell (1462-1466) | Les restes s'hi portaren en 1531 des de la Seu | | Sant Vicenç de Cardona                                           |
| Berguedà                       | Viver i Serrateix                | Santa Maria de Serrateix                                               | Oliba Cabreta | Comte sobirà de Cerdanya (965-988) i Besalú, Berga i Ripoll (984-988) | | Oliba Cabreta | Santa Maria de Serrateix                                         |
| Solsonès                       | Solsona                          | Santa Maria de Solsona                                                 | Ermengol V | Comte d'Urgell (1092-1102) | Restes i tomba perdudes | | Santa Maria de Solsona                                           |
| Comarques gironines            |                                  |                                                                        | | | | |                                                                  |
| Alt Empordà                    | Castelló d'Empúries              | Santa Maria de Castelló d'Empúries                                     | Ponç VI d'Empúries | Comte sobirà d'Empúries (1312-1322) i vescomte de Bas | | Ponç VI d'Empúries | Santa Maria de Castelló d'Empúries                               |
|                                |                                  |                                                                        | Pere d'Aragó i d'Anjou | Comte sobirà d'Empúries (1325-1341), comte de Ribagorça (1325-1381), Prades (1341-1381) i senyor de Gandia (1323-1359) | | Pere d'Aragó i d'Anjou | Interior de l'Església de Santa Maria                            |
|                                | Sant Martí d'Empúries (l'Escala) | Parròquia de Sant Martí                                                | Gausfred I | Comte d'Empúries i del Rosselló (931-991) | Tomba desapareguda | | Parròquia de Sant Martí                                          |
|                                | Vilabertran                      | Santa Maria de Vilabertran                                             | Entranyes d'Alfons el Cast | Comte de Barcelona i rei d'Aragó (1162-1196) | | Entranyes d'Alfons el Cast | Santa Maria de Vilabertran                                       |
| Gironès                        | Girona                           | Catedral de Girona                                                     | Ramon Berenguer II, Cap d'Estopes i la seva esposa Mafalda de Pulla-Calàbria | Comte de Barcelona i Girona | Sepulcre esculpit en 1385 per Guillem Morei, encarregat per Pere el Cerimoniós | Sepulcre de Ramon Berenguer | Catedral de Girona                                               |
|                                |                                  |                                                                        | Ermessenda de Carcassona, esposa de Ramon Borrell | | | Sepulcre gòtic d'Ermessenda | Sepulcre romànic d'Ermessenda                                    |
| Ripollès                       | Ripoll                           | Monestir de Santa Maria de Ripoll                                      | | | Panteó dinàstic dels comtes de Barcelona | | Monestir de Santa Maria de Ripoll                                |
|                                |                                  |                                                                        | Guifré I el Pilós | Comte d'Urgell i Cerdanya (870-897); Comte de Barcelona i Girona (878-897); Conflent (896-897); Comte d'Osona (886-897) | | Guifré I el Pilós | Interior del monestir de Ripoll                                  |
|                                |                                  |                                                                        | Sunyer I | Comte d'Urgell i Cerdanya, de Barcelona i Girona, Conflent, d'Osona (911-947) | Tomba desapareguda | Sunyer I |                                                                  |
|                                |                                  |                                                                        | Miró I | Comte de Barcelona, Girona i Osona (947-966) | Tomba desapareguda | Miró I |                                                                  |
|                                |                                  |                                                                        | Borrell II | Comte de Barcelona, Girona i Osona (927 – 992 | Tomba desapareguda | Borrell II |                                                                  |
|                                |                                  |                                                                        | Berenguer Ramon I, dit el Corbat | Comte de Barcelona, Girona i Osona (vers 1006 - 1035) | Tomba desapareguda | |                                                                  |
|                                |                                  |                                                                        | Ramon Berenguer III el Gran | Comte de Barcelona, Girona i Osona (1082 - 1131) | | Ramon Berenguer III el Gran | Tomba de Ramon Berenguer III a Ripoll                            |
|                                |                                  |                                                                        | Ramon Berenguer IV el Sant | Comte de Barcelona, Girona i Osona (1114 - 1162), príncep d'Aragó | Cenotafi; les restes desaparegueren en 1812 | Ramon Berenguer IV el Sant |                                                                  |
|                                |                                  |                                                                        | Bernat I de Besalú Tallaferro | Comte de Besalú (988-1020), llavors comtat independent | | Bernat I de Besalú Tallaferro |                                                                  |
|                                |                                  |                                                                        | Ermengol I d'Urgell Ermengol III d'Urgell Ermengol IV d'Urgell | Comte d'Urgell (992-1010) Comte d'Urgell (1039-1065) Comte d'Urgell (1065-1092) | Potser s'hi enterraren, però sense cap rastre de les tombes | |                                                                  |
| Ponent                         |                                  |                                                                        | | | | |                                                                  |
| Noguera                        | Àger                             | Sant Pere d'Àger                                                       | Ermengol III d'Urgell | Comte d'Urgell (1039-1065) | Jaime Villanueva diu que fou enterrat a la gal·lilea de la col·legiata | | Sant Pere d'Àger                                                 |
|                                |                                  | Santa Maria de Castelló de Farfanya                                    | Ermengol IX | Comte d'Urgell (1243) | Restes desaparegudes; el sepulcre fou espoliat i és al Metropolitan Museum of Art de Nova York | Ermengol IX | Santa Maria de Castelló de Farfanya                              |
|                                | Os de Balaguer                   | Gerb. Castell                                                          | Ermengol IV | Comte d'Urgell entre 1065 i 1092 | Monfar diu que potser s'hi enterrà, però no se sap del cert i no se'n conserven restes | |                                                                  |
|                                |                                  | Monestir de Santa Maria de Bellpuig de les Avellanes (Premonstratencs) | Ermengol VII i la seva esposa Dolça de Foix; potser Aurembiaix d'Urgell | Comtes d'Urgell entre 1154 i 1213 | Restes perdudes, o potser barrejades amb les d'altres comtes a les arquestes modernes del presbiteri de l'església | Ermengol VII i la seva esposa Dolça de Foix; potser Ermengol VIII i Aurembiaix d'Urgell | Monestir de Santa Maria de Bellpuig de les Avellanes             |
|                                |                                  |                                                                        | Ponç IV de Cabrera | Comte d'Urgell (1228-1243) | En lloc avui desconegut | |                                                                  |
|                                |                                  |                                                                        | Àlvar I i la seva esposa Cecília de Foix | Comte d'Urgell (1154-1184) | Avui, restes en una arqueta a l'església; el sepulcre fou traslladat en 1906 al Metropolitan Museum of Art de Nova York (The Cloisters). Tradicionalment s'havia pensat que era el d'Ermengol X. Gonzalvo i Bou diu que tots dos foren sebollits a Foix. | Àlvar I | Monestir de Santa Maria de Bellpuig de les Avellanes             |
|                                |                                  |                                                                        | Ermengol X | Comte d'Urgell (1154-1184) | Avui, restes en una arqueta a l'església; el sepulcre fou traslladat en 1906 al Metropolitan Museum of Art de Nova York (The Cloisters). S'havia pensat que era el d'Ermengol VII                                                                        | Ermengol X |                                                                  |
| Segrià                         | Lleida                           | Sant Hilari (Cistercenques)                                            | Aurembiaix d'Urgell | Comtessa sobirana d'Urgell (1209-1231) | Edifici i tomba desapareguts | |                                                                  |
|                                |                                  | Seu Vella de Lleida                                                    | Alfons el Benigne i la seva segona esposa Elionor de Castella i Portugal | Comte de Barcelona (Alfons III) i rei d'Aragó (Alfons IV), València i Sicília, i de Sardenya (1327-1336) | No se sap del cert si les restes de la reina són aquí, a Las Huelgas de Burgos o a Castrojeriz, on morí. | Alfons el Benigne i la seva segona esposa Elionor de Castella i Portugal | Seu Vella de Lleida                                              |
| Urgell                         | Vallbona de les Monges           | Santa Maria de Vallbona de les Monges                                  | Violant d'Hongria | Reina consort, esposa de Jaume el Conqueridor | | Violant d'Hongria | Santa Maria de Vallbona de les Monges                            |
| Catalunya Nord                 |                                  |                                                                        | | | | |                                                                  |
| Conflent                       | Castell de Vernet                | Sant Martí del Canigó                                                  | Guifré I el Pilós | Comte de Barcelona | Sepultura temporal fins al trasllat de les restes al Monestir de Ripoll | Guifré I el Pilós | Sant Martí del Canigó                                            |
|                                |                                  |                                                                        | Guifré II de Cerdanya | Comte de Cerdanya i de Conflent (988-1035), i comte de Berga (1003-1035). | Morí com a monjo al monestir; sebollit en comptes desconegut | |                                                                  |
| Rosselló                       | Perpinyà                         | Catedral de Sant Joan de Perpinyà                                      | Sanç I de Mallorca el Pacífic | Rei de Mallorca i senyor de Montpeller, comte del Rosselló i la Cerdanya (1311–1324) | | Sanç I de Mallorca el Pacífic | Catedral de Sant Joan de Perpinyà                                |
|                                |                                  |                                                                        | Esclarmonda de Foix i de Cardona | Reina consort, esposa de Jaume II de Mallorca | Sebollida al presbiteri de la catedral | Esclarmonda de Foix i de Cardona | Catedral de Sant Joan de Perpinyà                                |
| Franja de Ponent               |                                  |                                                                        | | | | |                                                                  |
| Ribagorça                      | Beranui                          | Santa Maria d'Obarra                                                   | Bernat I de Ribagorça Unifred i la seva esposa Toda d'Aragó Ramon II de Ribagorça Garsenda d'Armanyac Isern de Ribagorça | Comtes sobirans de la Ribagorça (920-955) Comte de la Ribagorça (955-970) Comtessa consort de la Ribagorça, esposa d'Unifred de Ribagorça Comte de Ribagorça (990-1003)                                                                          | Restes desaparegudes | Bernat I de Ribagorça Unifred i la seva esposa Toda d'Aragó Ramon II de Ribagorça Garsenda d'Armanyac Isern de Ribagorça | Santa Maria d'Obarra                                             |
|                                | Sopeira                          | Santa Maria d'Alaó                                                     | Unifred de Ribagorça i la seva esposa Sança | Comtes sobirans de la Ribagorça (970-979) | Restes i tomba desaparegudes | | Santa Maria d'Alaó                                               |
| País Valencià                  |                                  |                                                                        | | | | |                                                                  |
| Camp de Túria                  | Benaguasil                       | Monestir de la Saïdia, actualment Gratia Dei                           | Teresa Gil de Vidaure | Reina consort, tercera esposa de Jaume el Conqueridor | Des de 1962, traslladat al nou monestir des del que la comunitat tenia a València | Tomba en l'actualitat Foto antiga del cos de la reina | Monestir de Gratia Dei                                           |
| Comarca de València            | València                         | Basílica de la Mare de Déu dels Desemparats                            | Joan Benlloch i Vivó | Copríncep d'Andorra (1917-1919) | | Joan Benlloch i Vivó | Basílica de la Mare de Déu dels Desemparats                      |
|                                |                                  | Centre Arqueològic de l'Almoina                                        | | Emirs de l'Emirat de Balànsiya (taifa de València) | Restes de la rauda islàmica (o panteó reial) de l'alcàsser | | Centre Arqueològic de l'Almoina                                  |
|                                |                                  | Església de Sant Joan de l'Hospital                                    | Constança II de Hohenstaufen | Emperadriu consort de l'Imperi Nicè (1244-1254), esposa de Joan III Ducas Vatatzes | Morta en 1307, fou sebollida a la capella de Pere Balaguer; en 1689 les restes foren portades a la nova capella de Santa Bàrbara | Constança II de Hohenstaufen | Església de Sant Joan de l'Hospital                              |
|                                |                                  |                                                                        | Lucrècia Làscaris de Ventimiglia | Comtessa consort, esposa del comte sobirà Arnau Roger I de Pallars Sobirà | Potser enterrada amb Constança de Hohenstaufen, però sembla que fou sebollida a Saragossa | |                                                                  |
|                                |                                  | Monestir de la Puritat i Sant Jaume                                    | Abu-Zayd | Valí de la taifa de València, "rei de València" | Al costat de la pila d'aigua beneïda, a l'entrada de l'església | Restes del valí i dels seus fills |                                                                  |
|                                |                                  | Monestir de la Trinitat                                                | Maria de Castella | Reina consort, esposa d'Alfons el Magnànim | Al claustre | Maria de Castella | Monestir de la Trinitat                                          |
|                                |                                  | Sant Miquel dels Reis                                                  | Germana de Foix | Reina consort, segona esposa de Ferran II d'Aragó | Sebollida amb el seu tercer marit, Ferran d'Aragó, duc de Calàbria a una cripta sota l'altar major de l'església; a banda i banda de l'altar hi ha sengles cenotafis de tots dos                                                                         | Sepulcre a la cripta Cenotafi a l'església | Sant Miquel dels Reis                                            |
| La Costera                     | Xàtiva                           | Castell de Xàtiva, capella de Santa Maria                              | Jaume II d'Urgell el Dissortat | Últim comte sobirà d'Urgell (1408-1413) | | Jaume II d'Urgell el Dissortat | Castell de Xàtiva, capella de Santa Maria                        |
|                                |                                  |                                                                        | Hug Roger III de Pallars Sobirà | Últim comte sobirà del Pallars Sobirà (1451-1491) | En lloc desconegut | |                                                                  |